# Юлин, Харрис
Харрис Юлин (англ. Harris Yulin; 5 ноября 1937, Лос-Анджелес, Калифорния — 10 июня 2025, Нью-Йорк, Нью-Йорк) — американский актёр театра, кино и телевидения, театральный режиссёр.

## Биография

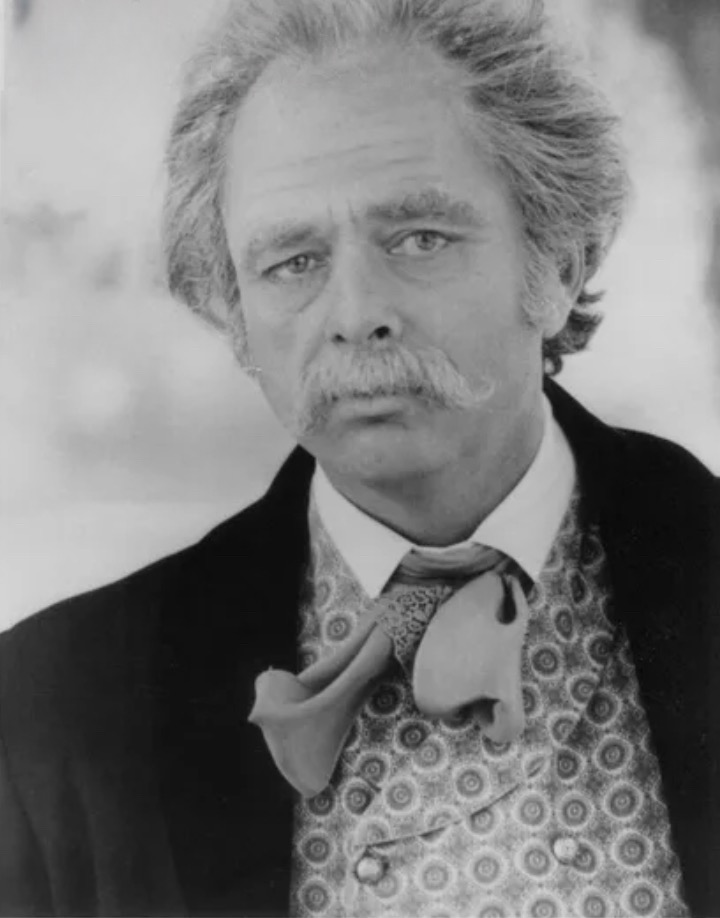
1976 год

Харрис Юлин родился и вырос в Южной Калифорнии, окончил Калифорнийский университет в Лос-Анджелесе. В 1963 году в Тель-Авиве с театральных ролей началась актёрская карьера Юлина. Он основал Лос-Анджелесский классический театр, работал в театрах Буффало, Йеля и Вашингтона затем переехал в Нью-Йорк. В 1970 году Юлин дебютировал в качестве театрального режиссёра и впервые снялся в кино, сыграв одну из главных ролей в фильме «Конец дороги».
В кино Юлину чаще всего предлагали роли второго плана. Он снялся в более чем ста фильмах и телесериалах, среди которых такие картины как «Лицо со шрамом» (роль коррумпированного полицейского Мела Бернштейна), «Ночные ходы», «Другая женщина», «Тренировочный день». В 1996 году Юлин был выдвинут на премию «Эмми» в номинации «Лучший приглашённый актёр в комедийном телесериале» за роль гангстера в сериале «Фрейзер».

## Личная жизнь
В 1970—1972 годах Юлин состоял в отношениях с актрисой Фэй Данауэй, с которой познакомился на съёмках фильма «Док», затем был женат на актрисе Гвен Уэллс до её смерти в 1993 году. Дочь Клэр Лючидо (ум. 2021).
Вторая жена — Кристен Лоумен.
Умер 10 июня 2025 года в Нью-Йорке от остановки сердца.

## Избранная фильмография
| Год       |   | Русское название           | Оригинальное название                                         | Роль                      |
| --------- | - | -------------------------- | ------------------------------------------------------------- | ------------------------- |
| 1970      | ф | Конец дороги               | End of the Road                                               | Джо Морган (дебют в кино) |
| 1971      | ф | Док                        | Doc                                                           | Уайетт Эрп                |
| 1974      | ф | Ракеты Октября             | The Missiles of October                                       | агент КГБ Александр Фомин |
| 1975      | ф | Ночные ходы                | Night Moves                                                   | Марти Хеллер              |
| 1983      | ф | Лицо со шрамом             | Scarface                                                      | Мел Бернштейн             |
| 1987      | ф | Смертельная красотка       | Fatal Beauty                                                  | Конрад Кролл              |
| 1988      | ф | Другая женщина             | Another Woman                                                 | Пол                       |
| 1989      | ф | Охотники за привидениями 2 | Ghostbusters II                                               | судья Стивен Рекслер      |
| 1990      | ф | Узкая грань                | Narrow Margin                                                 | Лео Уотс                  |
| 1991      | с | Её звали Никита            | Nikita                                                        | Грегори Кесслер           |
| 1994      | ф | Прямая и явная угроза      | Clear and Present Danger                                      | Джеймс Каттер             |
| 1995      | ф | Остров головорезов         | Cutthroat Island                                              | Чёрный Гарри              |
| 1996      | ф | Множество                  | Multiplicity                                                  | доктор Лидс               |
| 1996      | с | Фрейзер                    | Frasier                                                       | Джером Беласко            |
| 1997      | ф | Мистер Бин                 | Bean                                                          | Джордж Грирсон            |
| 1999      | ф | Ураган                     | The Hurricane                                                 | Леон Фридман              |
| 1999      | ф | Колыбель будет качаться    | Cradle Will Rock                                              | Мартин Дайс               |
| 2000      | ф | Отель «Миллион долларов»   | The Million Dollar Hotel                                      | Стэнли Голдкисс           |
| 2001      | ф | Час пик 2                  | Rush Hour 2                                                   | агент Стерлинг            |
| 2001      | ф | Тренировочный день         | Training Day                                                  | Дуг Росселли              |
| 2002      | ф | Императорский клуб         | The Emperor's Club                                            | сенатор Хирам Белл        |
| 2006      | ф | Мех                        | Fur                                                           | Давид Немеров             |
| 2010      | ф | Забери мою душу            | My Soul to Take                                               | доктор Блейк              |
| 2013      | ф | Место под соснами          | The Place Beyond the Pines                                    | Эл Кросс                  |
| 2016      | ф | Стратегия Оппенгеймера     | Norman: The Moderate Rise and Tragic Fall of a New York Fixer | Джо Уилф                  |
| 2017—2018 | с | Озарк                      | Ozark                                                         | Бадди Дайкер              |